# 残高
残高（ざんだか）とは
- 単に収入から支出を引いた金額の事。マイナスになっても残高である(英語ではbalance)。
- 上記でプラスになった金額の事(英語ではremainder)。
- 合計の意味で使われる言葉（貯蓄残高、負債残高という使われ方をされる。）

商学用語の一つ。これは収入から支出を差し引いた上で残った金額のことをいう。また貸借を決済したうえで残った金額のことをいう。家計においても残高という言葉は存在しており、個人が所有する預金の額という意味で用いられている。この場合には個人がどれだけの残高を所有しているかということが、個人の信用を証明するということにもなり、ローンを組むなどといった場合に残高証明書が求められることがある。